# Psila fallax
Psila fallax är en tvåvingeart som först beskrevs av Friedrich Hermann Loew 1870.  Psila fallax ingår i släktet Psila och familjen rotflugor. Inga underarter finns listade i Catalogue of Life.